# Rina Amiri

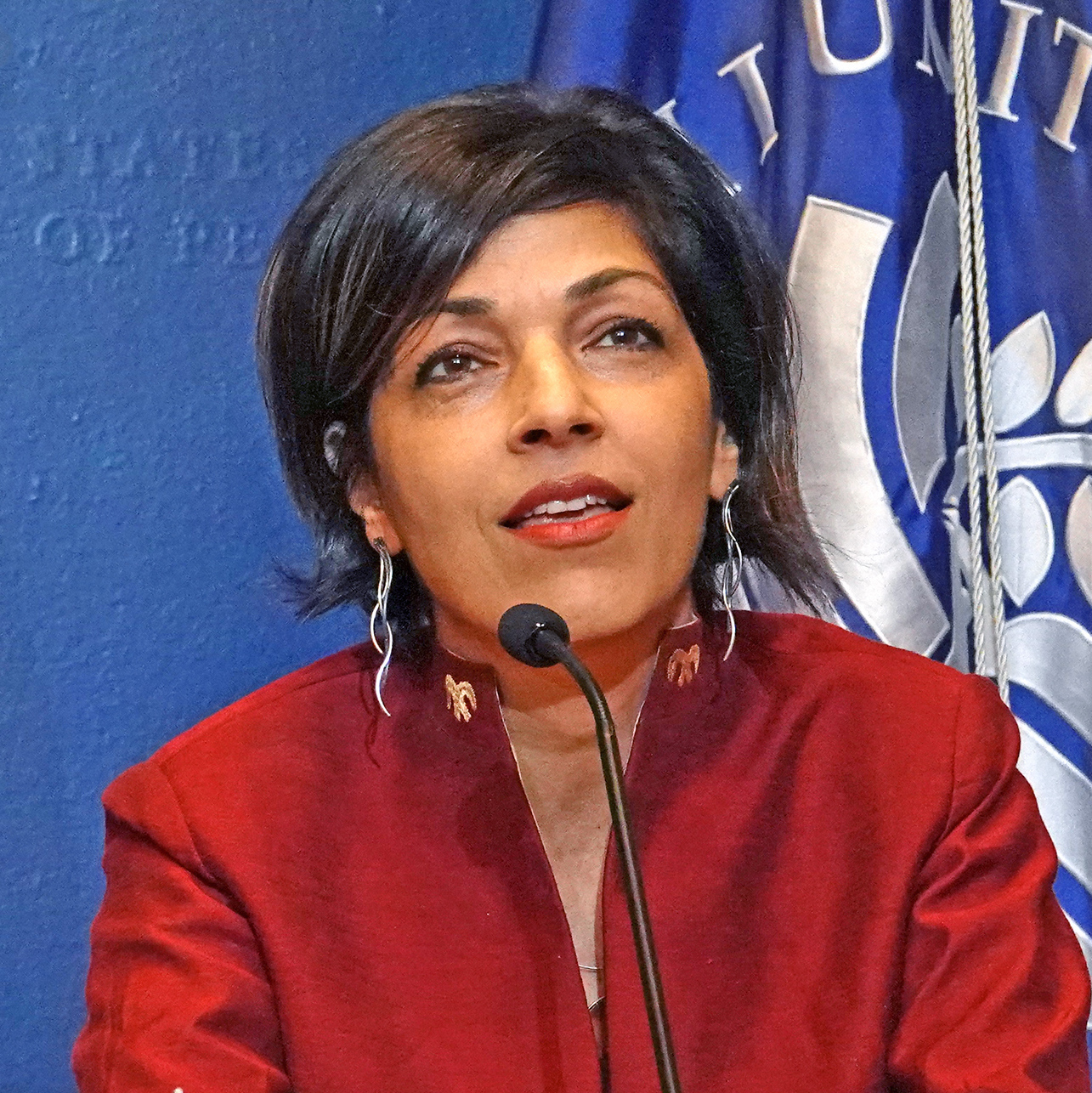
Rina Amiri 2022

Rina Amiri (geboren in Afghanistan) ist eine afghanisch-amerikanische Diplomatin sowie Sonderbeauftragte für Frauen, Mädchen und Menschenrechte im von den radikalislamischen Taliban regierten Afghanistan. Sie ist US-Außenpolitikexpertin und hat unter dem früheren US-Präsidenten Barack Obama für das Außenministerium gearbeitet.

## Leben
Rina Amiri wurde in Afghanistan geboren und ihre Familie floh, als sie etwa vier Jahre alt war, als politische Flüchtlinge aus Afghanistan nach Kalifornien. Ihre Mutter war Bankangestellte, der Vater Arzt. Sie studierte am Fletcher College und arbeitete im Women in Public Policy Program (Programm Frauen in der öffentlichen Politik) an der Kennedy School of Government in Harvard. Mit dem Terroranschlag vom 11. September 2001 wurde Amiri zur bekannten afghanischen Aktivistin. Am 18. September bat US-Senator John Kerry (Massachusetts) die Fletcher School, ein Forum über Herkunft und ethnische Toleranz zu veranstalten, da es zu mehreren Vorfällen gekommen war, bei denen Araber in der Umgebung verbal belästigt wurden. Amiri sagte, dass nicht alle Muslime gleich denken oder den Vereinigten Staaten feindlich gegenüberstehen. „Die Farbe unserer Haare und unserer Haut spiegelt nicht wider, was in unseren Herzen und Köpfen vorgeht“, sagte sie. „Die afghanische Bevölkerung ist nicht die Taliban. Sie waren die ersten Opfer der Taliban“.
Amiri wurde in kurzer Zeit zur gefragten Dozentin, Konferenzorganisatorin und Expertin für die Probleme Afghanistans und berichtete für verschiedenen Nachrichtensender und schrieb Artikel und Meinungsbilder für Zeitschriften wie der Bostoner Zeitung und die New York Times.
Während einer zweiwöchigen Veranstaltung mit dem Titel Women Waging Peace an der Kennedy School of Government, an der Frauen aus mehr als 20 Ländern teilnahmen, setzte sich Amiri nachdrücklich für afghanischen Frauen ein. Am 19. November wurde Amiri in einem Leitartikel des Boston Globe mit dem Titel Women, War and Peace (Frauen, Krieg und Frieden) zum Zusammenhang zwischen der Unterdrückung der Frauen durch das Taliban-Regime und dem wachsenden religiösen Extremismus zitiert.

„Wenn man die Frauen ausschließt, lässt man keine Stimmen übrig, die eine mäßigende Kraft sein können. Es sind die Frauen, die für eine stabile, zusammenhängende Gemeinschaft sorgen. Wenn die internationale Gemeinschaft Stabilität will, muss sie auch die Frauen stärken.“

## Wirken
Amiri war unabhängige Politik- und Mediationsberaterin und Senior Fellow (Leitende Mitarbeiterin) am NYU (New York University) Center on International Cooperation sowie Senior Fellow am NYU Center for Global Affairs. Sie leitet die Afghanistan and Regional Policy Initiative, die als Plattform dient, um das Bewusstsein für die Herausforderungen in Bezug auf Frieden, Sicherheit und Entwicklung in Afghanistan und der Region zu schärfen. Des Weiteren verfügt sie über mehr als zwei Jahrzehnte politischer Erfahrung, in denen sie Regierungen, die Vereinten Nationen und Think Tanks in verschiedenen Konfliktsituationen in Westafrika und am Horn von Afrika, im Nahen Osten, in Zentral- und Südasien sowie in Europa beraten und mit ihnen zusammengearbeitet hat. Vor ihrer Berufung an die NYU war sie als Senior Associate (Leitende Führungsposition) am Princeton Center for Innovations for Successful Studies tätig. Davor war sie Mitglied des United Standby Team of Mediation Experts als Senior Mediation Expert (Leitende Mediationsexpertin). Unter der Regierung Obamas war sie als leitende Beraterin für den US-Sonderbeauftragten für Afghanistan und Pakistan tätig. Amiri war auch Mitglied des politischen Teams des Sonderbeauftragten des Generalsekretärs der Vereinten Nationen in Afghanistan im Zuge der Umsetzung des Bonner Abkommens.
Rina Amiri lieferte politische Analysen und Kommentare in einer Reihe von Sendern, darunter MSNBC, PBS, CNN und CSPAN, und wurde in der New York Times, dem Wall Street Journal, Boston Globes, Al-Jazeera America, Foreign Affairs, VOX, NPR und der Los Angeles Times veröffentlicht und kommentiert. Sie wurde von Newsweek als 125 Women of Impact ausgezeichnet und ist ein lebenslanges Mitglied des Council of Foreign Relations.
Sie ist Mitglied des neu gegründeten National Welcome Council, einer öffentlich-privaten Initiative zur Unterstützung von Flüchtlingen bei der Wiederansiedlung in den Vereinigten Staaten.
Im Dezember 2021 wurde Rina Amiri von US-Außenminister Antony Blinken zur Sondergesandte für die Rechte von Frauen in Afghanistan ernannt. Zusammen mit Senior Advisor Stephenie Foster, die jahrzehntelange Erfahrung im Bereich der öffentlichen Politik, Diplomatie und der Interessenvertretungen hat, wird sie diese wichtige Position vertreten. Stephenie Foster, eine Veteranin des Außenministeriums, wurde zur leitenden Beraterin für Frauen- und Mädchenfragen im Team des Koordinators für afghanische Umsiedlungsbemühungen (CARE) des Ministeriums ernannt. Damit unterliegt ihr die US-Operation zur Evakuierung und Wiederansiedlung von Afghanen, die nach der Übernahme des Landes durch die Taliban von Vergeltungsmaßnahmen bedroht sind. Blinken erklärt in seiner Ansprache zu Amiri: „Als Sonderbeauftragte wird sie sich mit Themen befassen, die für mich, diese Regierung und die nationale Sicherheit der USA von entscheidender Bedeutung sind: die Menschenrechte und Grundfreiheiten von Frauen, Mädchen und anderen gefährdeten Bevölkerungsgruppen in ihrer ganzen Vielfalt.“

### Hintergründe
Die Taliban überrannten Afghanistan im August 2021, als die frühere, vom Westen unterstützte Regierung zusammenbrach und die letzten US-Truppen nach 20 Jahren Krieg abzogen. Seitdem haben die Taliban die Rechte von Frauen und Mädchen beschnitten, indem sie den meisten von ihnen verboten, zu arbeiten, Schulen zu besuchen, zu studieren. Frauen wurden weítestgehend aus dem öffentlichen Leben ausgeschlossen. Diese systematische Unterdrückung von Frauen wurde von US-Beamten als ein Rückzieher der islamistischen Extremisten von ihren Zusicherungen, die Menschenrechte einzuhalten, bezeichnet.
Die Regierung Biden wurde von Frauenrechtsgruppen kritisiert, weil sie Aktivisten und anderen Personen, die seit langem von den Taliban verfolgt wurden, keine sichere Ausreise gewährte.

## Publikationen (Auswahl)
Beiträge
- mit Swanee Hunt, Guy Edmunds: Women Waging Peace: Lessons in Leadership. 24 Fletcher F. World Aff. 61 (2000) / Fletcher Forum of World Affairs, Vol. 24, Issue 2 (Fall 2000), S. 61–74
- Muslim Women as Symbols -- and Pawns. in: The New York Times vom 27. November 2001[3]
- The Fear Beneath the Burka. in: The New York Times vom 20. März 2002[8]
- The Afghanistan Biden and Trump Do Not See. Time am 2. September 2021[9]
- Former U.S. And UN Official Urges U.S. To Prevent Atrocities In Afghanistan. Weekend Edition Sunday vom 15. August 2021
- New Afghanistan, Same Old Taliban A Profoundly Changed Country Will Challenge the Hard-liners. in Foreign Affairs vom 9. November 2021.[10]